# Janusz Bargieł (senator)
Janusz Lucjan Bargieł (ur. 15 maja 1958 w Olkuszu, zm. 11 grudnia 2021 tamże) – polski polityk, samorządowiec, senator V kadencji.

## Życiorys
Syn Lucjana i Marii. Ukończył studia na Wydziale Nauk Społecznych Uniwersytetu Śląskiego w Katowicach. Od 1973 pracował w Olkuskiej Fabryce Naczyń Emaliowanych, następnie był zastępcą komendanta Ochotniczego Hufca Pracy w Olkuszu i dyrektorem Rejonowego Urzędu Robotniczego w tym mieście. Należał do Polskiej Zjednoczonej Partii Robotniczej i Związku Socjalistycznej Młodzieży Polskiej, m.in. stojąc na czele zarządu miejsko-gminnego w Olkuszu oraz wchodząc w skład zarządu głównego. W latach 1990–1995 zajmował się prywatną działalnością gospodarczą.
Od 1995 był zastępcą kierownika Urzędu Rejonowego w Olkuszu, a od 1998 starostą powiatu olkuskiego. Od 1999 działał w Sojuszu Lewicy Demokratycznej, wchodził w skład władz lokalnych partii w Krakowie. W 2001 z ramienia tej partii uzyskał mandat senatora w okręgu krakowskim. W Senacie brał udział w pracach Komisji Ochrony Środowiska i Komisji Spraw Europejskich.
W 2005 nie został ponownie wybrany. W 2006 z listy Lewicy i Demokratów startował bezskutecznie do rady powiatu olkuskiego. Od 2006 do 2007 był wiceburmistrzem Wolbromia. W przedterminowych wyborach parlamentarnych w 2007 bez powodzenia kandydował do Sejmu, otwierając w okręgu nr 12 listę Samoobrony RP, nadal będąc członkiem SLD (otrzymał 800 głosów). Z listy komitetu SLD Lewica Razem startował ponadto do sejmiku małopolskiego (w 2014 i 2018). W wyborach w 2019 kandydował do Senatu w okręgu nr 31.
Został pochowany na cmentarzu parafialnym w Olkuszu.

## Życie prywatne
Był żonaty, miał dwóch synów (Piotra i Rafała).